# Юань Чунхуань
Юань Чунхуань, второе имя — Юаньсу, прозвище — Цзычжу (袁崇煥; 6 июня 1584 — 22 сентября 1630) — китайский политик, военачальник и писатель, служивший при династии Мин. Широко известный как патриот в китайской культуре, он наиболее известен тем, что защищал Ляонин от вторжений, предпринятых чжурчжэнями, возглавляемыми династией Поздняя Цзинь. Будучи генералом, Юань Чунхуань преуспел в качестве артиллериста и стремился включить европейские конструкции пушек в арсенал династии Мин.
Военная карьера Юаня достигла своего апогея, когда он победил правителя Позднего Цзинь Нурхаци и его армию в первой битве при Нинъюань. Позже Юань Чунхуань также победил сына и преемника Нурхаци, Хунтайцзи, и его 200-тысячную армию, состоящую в основном из этнических монгольских солдат, во второй битве при Нинъюань. Юань Чунхуань встретил свой конец, когда он был арестован и казнен методом линчи («медленное нарезание») по приказу императора Чунчжэня по ложным обвинениям в государственной измене, которые, как полагали, были предъявлены ему Поздним Цзинь.

## Ранняя жизнь
Юань родился 6 июня 1584 года в Дунгуане, провинция Гуандун. Другой источник предполагает, что его предки были выходцами из Гуанси. В подростковом возрасте он путешествовал по городам. Хотя он неоднократно сдавал императорские экзамены без особого успеха, во время путешествий в столицу он приобрел большой практический опыт. Говорят, что за это время он подружился с несколькими иезуитами и много времени провел, работая над модификацией европейских пушек.

## Ранняя военная карьера
Юань сдал императорский экзамен в 1619 году и был назначен мировым судьей уезда Шаоу в провинции Фуцзянь. В 1619 году императорская армия Мин потерпела поражение от чжурчжэней в битве при Сарху. Войска Мин потерпели последовательные поражения и в 1622 году были вынуждены отступить к Шанхайскому перевалу, оставив весь Ляонин чжурчжэням. После посещения фронта Юань был назначен секретарем второго класса в военном министерстве, затем почти сразу же повышен до полного секретаря и снабжён средствами для вербовки войск. Быстрое продвижение Юаня по службе было весьма заметным в то время, поскольку у него вообще не было никакой формальной военной подготовки, за исключением изучения конфуцианской классики, чтобы сдать императорский экзамен.
Юань Чунхуань сотрудничал с главнокомандующим Сунь Чэнцзуном в постепенном продвижении границ на север, укрепив Нинъюань в 1623 году. Пожилой Сунь был способным полководцем, но отказался подкупить Вэй Чжунсяна, влиятельного придворного евнуха при императоре Тяньци. Следовательно, Сунь был отозван в 1625 году и заменен Гао Ди (高第), который приказал отступить к Шаньхайгуану. Однако Юань наотрез отказался покинуть Нинъюань.
В начале следующего года Нурхаци повел чжурчжэней обратно через реку Ляо. Юань и его заместители успешно удерживали Нинъюань с помощью недавно сформированного и модифицированного «хунъипао» и всего 9 000 ополченцев против 130-тысячной армии Нурхаци. Победа при Нинъюане предотвратила немедленное продвижение чжурчжэней.
Говорят, что Юань изучил каждый аспект пушки, чтобы она могла стрелять точно в нужную ему позицию, и это считается причиной того, почему Нурхаци, хотя и был хорошо защищен своей элитной охраной в безопасной позиции, был ранен пушечным огнем. После битвы Юань Чунхуань отправил письма с просьбой о благополучии Нурхаци, как это традиционно делают китайские генералы, но Нурхаци в ответ оскорбил его, назвав его двуличным.
В результате этой победы 27 февраля 1626 года императорский двор Мин в Пекине назначил Юаня губернатором Ляодуна с полными полномочиями управлять всеми силами за пределами перевалов.
В это время Юань казнил Мао Вэньлуна, минского генерала, которого считали безжалостным, но талантливым. В разных текстах есть разные мнения о его действиях. Многие заявили, что это ошибка, поскольку Мао все ещё можно было использовать против чжурчжэней. Однако Юань принимал во внимание то, как Мао вел свои сражения: тактика Мао обычно заключалась в использовании гражданских поселений в качестве щита для своих войск, а во время оккупации мирное население сильно пострадало. Мао также использовал королевство Чосон, союзника Минской империи, в качестве базы для проведения экспедиций против чжурчжэней. Когда чжурчжэни вошли в Чосон, Мао приказал войскам Мин отступить. Это возмутило многих торговцев в районе Пекина, которые торговали на Корейском полуострове. Кроме того, было известно, что Мао Вэньлун подкупил многих коррумпированных евнухов и чиновников. Следовательно, казнив Мао, Юань нажил себе врагов среди самых влиятельных людей Китая.
Воспользовавшись смертью Нурхаци позже в том же году, Юань вновь оккупировал Цзиньчжоу. Чжурчжэни вновь появились в июне и отступили после серии нерешительных боев. Юань подвергся критике со стороны сторонников Вэй Чжунсяна, заявивших, что ему потребовалось слишком много времени, чтобы отбиться от чжурчжэней. Вскоре после этого Юань был вынужден уйти в отставку.

## Поздняя военная карьера

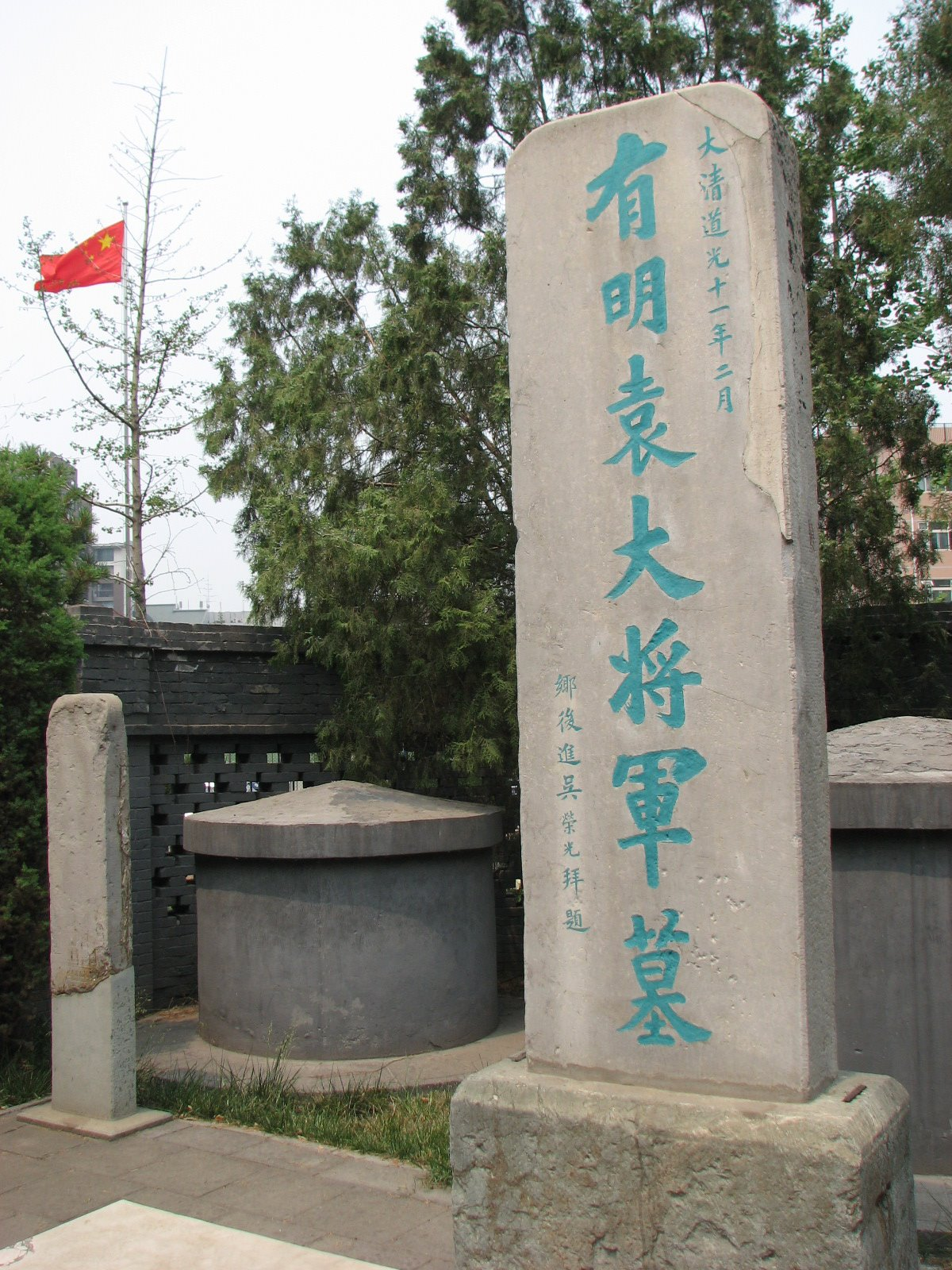
Могила Юань Чунхуаня в районе Хуаши, недалеко от Гуанкумэнь, в районе Чунвэнь, Пекин

В 1628 году, при правлении императора Чунчжэня, Юань Чунхуань был восстановлен в должности фельдмаршала всех сил Мин на северо-востоке. Он приступил к осуществлению амбициозного пятилетнего плана полного восстановления Ляодуна. Император Чунчжэнь начал свое правление в 1627 году в возрасте 16 лет, а в 1629 году (в возрасте 18 лет) назначил Юаня. В 1629 году Юань получил титул «Старшего опекуна наследника». Император дал Юаню свой Императорский меч и заявил, что полностью поддержит решения Юаня.
На этот раз Юаню пришлось снова столкнуться с более крупными силами чжурчжэней численностью более 200 000 человек под командованием преемника Нурхаци Хунтайцзи. Чжурчжэни включили в свою армию больше людей, включая недавно сдавшихся монголов и повстанцев Мин. Они завоевали различные небольшие племена в северном Китае и победили королевство Чосон, чтобы сделать его данником. Однако чжурчжэни больше никогда не нападали на Цзиньчжоу или Нинъюань. Вместо этого они вообще обошли Цзиньчжоу, Нинюань и Шаньхайгуаньский проход. Они прорвались через Великую стену к западу от Шаньхайгуаньского прохода и достигли севера Пекина. Зимой 1629 года Юань бросился обратно с отборным отрядом ветеранов из Нинъюаня, чтобы защитить столицу. Он прибыл в Пекин всего за несколько дней до чжурчжэней. За городской стеной Пекина он разбил чжурчжэньскую восьмизнаменную армию, насчитывавшую около 100 000 человек, но не смог её полностью уничтожить. Внезапное нападение чжурчжэней на Пекин было сорвано. Несмотря на то, что Юань не позволил чжурчжэням даже добраться до городской стены, Юань по прибытии в Пекин подвергся резкой критике, а некоторые евнухи даже обвинили Юаня в сотрудничестве с врагом.
Император Чунчжэнь приказал арестовать Юаня во время аудиенции 13 января 1630 года. Несмотря на отсутствие доказательств, Юань был обвинен в сговоре с врагом и приговорен к смертной казни методом линчи («медленное нарезание») в Ганьшицяо (甘石橋) в Пекине. Когда Юаня попросили произнести последние слова перед казнью, он сочинил следующее стихотворение: «Дело всей жизни всегда заканчивается напрасно; половина моей карьеры, кажется, прошла во сне. Меня не беспокоит отсутствие храбрых воинов после моей смерти, потому что мой преданный дух будет продолжать охранять Ляодун». (一生事業總成空，半世功名在夢中。死後不愁無將勇，忠魂依舊守遼東！)
Сын Юань Чунхуаня перешел из минского в цинское подданство и в 1642 году был помещен в Китайское белое знамя.
Имперские записи показали, что ему потребовалось полдня, чтобы умереть.
Юаня оплакивали на большей части территории страны за пределами Пекина и даже в королевстве Чосон. После его смерти многие приняли к сведению слабое положение Мин и их союзников как благоприятную предпосылку для нового вторжения чжурчжэней.
Говорили, что, услышав о его очевидном «предательстве», многие жители Пекина настолько возненавидели Юаня, что бросились покупать части его тела, чтобы съесть их, как только они будут отрезаны от его тела. Его оставили там после пыток, и он кричал полдня, прежде чем перестал . Его голова, единственная узнаваемая часть после казни, была вынесена за пределы Внутренней городской стены городским стражником по фамилии Шэ (佘) и похоронена в Хуаши недалеко от Гуанкумэня. С тех пор семья охранника охраняла его на протяжении нескольких поколений . Его могила была недавно отремонтирована и переименована в Мемориал Юань Чунхуань, расположенный в парке Лунтан.

## Внешний вид
Ученые династии Мин описывали Юаня как вспыльчивого человека с крошечным телом, и из-за его внешности минский император Чунчжэнь сильно сомневался в его способностях, когда впервые встретил Юаня.

## В популярной культуре
В романе-уся Цзинь Юна «Меч, запятнанный королевской кровью», у Юаня остался вымышленный сын Юань Чэнчжи, главный герой романа. Юань Чэнчжи был спасен подчинёнными отца после того, как его отца казнили и отправили в школу горы Хуа, где он обучался боевым искусствам. Несколько лет спустя, когда он вырос, он покинул гору Хуа и отправился путешествовать в поисках приключений и восстановить наследие своего отца.
Прославленный как кантонский герой, во время митинга 2010 года протестующие в Гуанчжоу использовали боевой клич Юаня против его чжурчжэньских врагов во время битвы при Нинъюань : «К черту его маму! Бей сильно!» [ sic ] (掉哪媽! 頂硬上!) как пение, в связи с удалением соответствующей (англо-кантонской двуязычной) мемориальной доски со статуи Юаня.
В драме TVB 2017 года "Генерал, учёный и евнух " Юань Чунхуань сыграл Эдвин Сиу.